# Chrysodeixis diehli
Chrysodeixis diehli är en fjärilsart som beskrevs av Claude Dufay 1982. Chrysodeixis diehli ingår i släktet Chrysodeixis och familjen nattflyn. Inga underarter finns listade i Catalogue of Life.